# Yaguachi Viejo
Yaguachi Viejo, auch Yaguachi Viejo „Cone“, ist eine Parroquia rural („ländliches Kirchspiel“) im Kanton San Jacinto de Yaguachi in der ecuadorianischen Provinz Guayas. Sitz der Verwaltung ist die Ortschaft Cone. Die Parroquia besitzt eine Fläche von 108,5 km². Die Einwohnerzahl lag im Jahr 2010 bei 11.957. Für das Jahr 2015 wurde eine Einwohnerzahl von 13.827 prognostiziert. Die Bevölkerung bestand im Jahr 2010 aus 53 Prozent Montubio sowie aus 43 Prozent Mestizen.

## Lage
Die Parroquia Yaguachi Viejo liegt im Küstentiefland östlich der Großstadt Guayaquil. Der Río Chimbo fließt entlang der nordöstlichen Verwaltungsgrenze nach Nordwesten. Die Fernstraße E25 (Milagro–Naranjal) durchquert den Osten der Parroquia. Die Fernstraße E40 (Durán–El Triunfo) begrenzt das Areal im zentralen Süden. Der etwa 15 m hoch gelegene Hauptort Cone befindet sich am linken Flussufer des Río Chimbo 9,5 km südsüdöstlich vom Kantonshauptort Yaguachi Nuevo sowie knapp 7 km westsüdwestlich der Stadt Milagro.
Die Parroquia Yaguachi Viejo grenzt im Südwesten und im Westen an das Municipio von Durán, im Nordwesten an die Parroquia Yaguachi Nuevo, im zentralen Norden an die Parroquia Chobo, im Nordosten an das Municipio von Milagro, im Südosten an die Parroquia Pedro J. Montero sowie im zentralen Süden an die Parroquia Virgen de Fátima.

## Geschichte
Die Parroquia Yaguachi Viejo wurde am 19. August 1821 gegründet (fecha de creación). Dies ist das Datum der Schlacht von Cone (Batalla de Cone), die unter Mariscal Antonio José de Sucre zur Unabhängigkeit der Provinz von Guayaquil führte.